# Remix Hits
Remix Hits é o primeiro álbum remix da carreira da artista musical brasileira Kelly Key. Lançado originalmente em 2 de abril de 2002 pela gravadora Warner Music, o álbum vendeu em torno de 100 mil de cópias. Contém remixes dos principais sucessos do primeiro álbum da cantora, como "Anjo", "Cachorrinho" e "Baba".

## Faixas
| N.º | Título                                                   | Compositor(es)                   | Duração |  |
| 1.  | "Cachorrinho (The Groove Pop Mix)"                       | Andinho                          | 5:44    |  |
| 2.  | "Baba (Band FM Remix)"                                   | Kelly Key                        | 6:48    |  |
| 3.  | "Só Quero Ficar (Breakbeat Remix)"                       | Kelly Key                        | 5:47    |  |
| 4.  | "Anjo (Cuca's Arabian Mix)"                              | Kelly Key, Andinho               | 5:39    |  |
| 5.  | "I Deserve It (FC Nand NYC Edit Mix)"                    | Ahmadzaï, Madonna                | 6:44    |  |
| 6.  | "Escondido (Cuca Extend Mix)"                            | Kelly Key, Andinho               | 7:11    |  |
| 7.  | "Brincar de Amar (Extended Tauz Mix) (feat. Billy)"      | Kelly Key, Gustavo Lins, Andinho | 7:09    |  |
| 8.  | "Só Quero Ficar (Cuca's Bomb Club Mix)"                  | Kelly Key                        | 6:01    |  |
| 9.  | "Anjo (Summer Beat Mix)"                                 | Kelly Key, Andinho               | 3:28    |  |
| 10. | "I Deserve It (Extended Mix)"                            | Ahmadzaï, Madonna                | 7:22    |  |
| 11. | "Baba (DJ PM Só Love Extended Mix)"                      | Kelly Key                        | 7:30    |  |
| 12. | "Medley: Escondido/Só Quero Ficar/Baba/Anjo/Cachorrinho" | Kelly Key                        | 6:48    |  |
| 13. | "Cachorrinho (Karaokê)"                                  | Andinho                          | 4:10    |  |
| 14. | "Baba (Karaokê)"                                         | Kelly Key                        | 3:44    |  |
| 15. | "Baba (Videoclipe)"                                      | Kelly Key                        | 3:57    |  |

| Digital Download Remix |                                   |                    |         |  |
| N.º                    | Título                            | Compositor(es)     | Duração |  |
| 16.                    | "Escondido (Remix)"               | Kelly Key, Andinho | 5:38    |  |
| 17.                    | "Tudo Com Você (Summer Remix)"    | Kelly Key, Andinho | 5:34    |  |
| 18.                    | "Viajar No Groove (Remix)"        | Kelly Key, Andinho | 6:08    |  |
| 19.                    | "Viajar No Groove (Cuca's Remix)" | Kelly Key, Andinho | 5:44    |  |

## Histórico de lançamento
| País            | Data               | Formato | Gravadora    |
| --------------- | ------------------ | ------- | ------------ |
| Brasil          | 2 de abril de 2002 | CD      | Warner Music |
| Hispano-América | 7 de maio de 2002  | CD      | Warner Music |